# Hout Bay
Hout Bay (in afrikaans Houtbaai, dall'olandese per "baia del legno") è una città del Sudafrica della Penisola del Capo. Si trova pochi chilometri a sud di Città del Capo, in una valle compresa fra la montagna della Tavola e Constantiaberg. Il nome "Hout Bay" viene usato per indicare sia il paese che la baia o persino l'intera vallata.

## Storia
Il nome "Hout Bay" è dovuto al fatto che al tempo della prima colonizzazione olandese del Capo, alla metà del XVII secolo, la valle dietro la baia era interamente coperta da foreste. Di qui vennero quindi prese le grandi quantità di legname (principalmente stinkwood e yellowwood) che servirono per la creazione dell'insediamento che sarebbe poi diventato Città del Capo. Oggi la foresta è stata quasi completamente cancellata dallo sfruttamento intensivo di allora. Hout Bay ha sviluppato una propria economia basata sulla pesca e la lavorazione dei gamberi.

## Economia

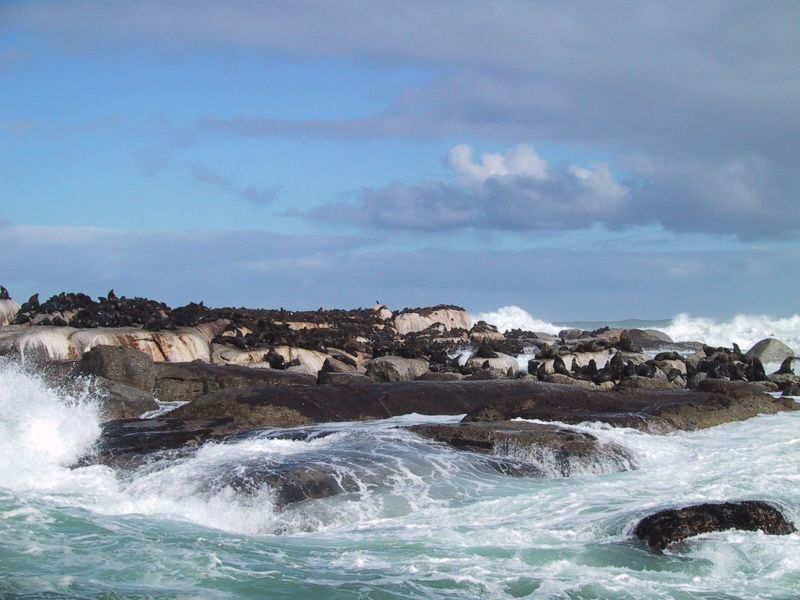
Una colonia di foche a Duiker Island

L'economia odierna di Hout Bay è basata in parte sul commercio dei gamberi e in parte sul turismo. La località si trova all'inizio della Chapman's Peak Drive, una strada panoramica che scende lungo la costa occidentale della Penisola del Capo e che viene inclusa in molti itinerari turistici. Da Hout Bay partono traghetti per la vicina Duiker Island, celebre per le sue colonie di foche, e crociere al tramonto sulla baia della Tavola. Un piccolo museo, lo Hout Bay Museum, ricostruisce la storia del paesino. Poco fuori dal centro abitato si trova l'enorme aviario di World's Birds, in cui i turisti possono ammirare oltre 450 specie di uccelli di tutto il mondo.

## Curiosità
Per rimarcare la loro "diversità" rispetto ai vicini capetoniani, gli abitanti di Hout Bay chiamano il loro paese "Repubblica di Hout Bay".